# Sainte-Croix-sur-Mer
Sainte-Croix-sur-Mer é uma comuna francesa na região administrativa da Normandia, no departamento Calvados. Estende-se por uma área de 2,09 km². Em 2010 a comuna tinha 247 habitantes (densidade: 118,2 hab./km²).